# Jack the Stripper
Jack the stripper er øgenavnet på en uidentificeret seriemorder, der er ansvarlig for, hvad der blev kendt som Londons "nøgne mord" (nude murders) mellem 1964 og 1965 ("Hammersmith murders" eller "Hammersmith nudes" case).
Hans viktimologi og navn minder om Jack the Ripper. Han myrdede seks - muligvis otte - prostituerede , hvis nøgne lig blev opdaget rundt om London eller i Themsen. To af mordene, som tilskrives ham, passede dog ikke til hans modus operandi.

## Drab

### Bekræftet
Hannah Tailford: 30 år fra Northumberland blev fundet død den 2. februar 1964 i nærheden af Hammersmith Bridge. Hun var kvalt og flere af hendes tænder manglede; hendes undertøj var presset ned i halsen.
Irene Lockwood: 26 år blev fundet død den 8. april 1964 på bredden af Themsen tæt på stedet, hvor Hannah Tailford blev fundet; de to dødsfald og drabet på Elizabeth Figg blev forbundet, og politiet indså, at en morder var løs. Kenneth Archibald, en 57-årig vicevært, tilstod dette mord næsten tre uger senere, men hans tilståelse blev afvist på grund af uoverensstemmelser i hans version af begivenhederne og på grund af opdagelsen af en tredje offer.
Helen Barthelemy: 22 fra Blackpool blev fundet død den 24. april 1964 i en gyde i Brentford. Barthelemy død gav efterforskerne deres første faste bevis i sagen: pletter af maling, der anvendes hos bilfabrikanter. Politiet mente, at malingen sandsynligvis var kommet fra morderens arbejdsplads; de fokuserede derfor på en forretning i nærheden.
Mary Flemming: 30 fra Skotland blev fundet den 14. juli 1964 i en gade i bydelen Chiswick. Igen var der malingpletter på kroppen; mange naboer havde hørt en bil vende lige før liget blev opdaget.
Frances Brown: 21 fra Edinburgh blev sidst set i live den 23. oktober 1964 af hendes ven den prostituerede Kim Taylor, før hendes lig blev fundet i en gyde i Kensington en måned senere den 25. november. Taylor, som havde været sammen med Brown, da hun blev samlet op af manden, som menes at være hendes morder, gav politiet et fantombillede og en beskrivelse af hans bil, en Ford Zephyr eller en Zodiac.
Bridget O'Hara: 28 fra Irland var kendt som "Bridie" og blev fundet død bag Heron Trading Estate i et skur. Også O'Haras lig var fyldt med pletter af industrimaling, som blev sporet til en overdækket transformer få meter fra, hvor hun var fundet. Liget viste også tegn på været opbevaret varmt; transformeren passede godt både til maling og varme.

### Mulige ofre
Elizabeth Figg på 21 blev fundet død den 17. juni 1959 - fem år før Jack the Stripper mordene begyndte - ved Themsen i Chiswick. Det mord havde mange ligheder med de andre: placering af liget (ved Themsen og i Chiswick, hvor Mary Flemming blev fundet i 1964) og død ved kvælning.
Gwynneth Rees på 22 blev fundet død på en losseplads den 8. november 1963. Efterforskerne mente, at Rees kan have været et Stripper-offer da hun blev fundet i nærheden af floden Themsen, fordi hun var blevet kvalt og flere af hendes tænder manglede.

## Efterforskningen
Chefpolitiinspektør John Du Rose fra Scotland Yard blev sat i spidsen for sagen og afhørte næsten 7.000. Han holdt en pressekonference og påstod, at politiet havde indsnævret puljen af mistænkte til 20 mand. Efter kort tid meddelte han, at puljen af mistænkte nu kun indeholdt ti og derefter tre. Jack the Stripper dræbte ikke efter det første pressemøde.
Ifølge forfatteren Anthony Summers er Hannah Tailford og Frances Brown, stripperens tredje og syvende ofre i periferien forbundet til Profumo-affæren i 1963. Ligeledes var nogle af stripperens offer kendt for at deltage i underground party og pornografiske film; flere forfattere har postuleret, at ofrene kan have kendt hinanden, og at morderen kan være forbundet til denne filmene.

## Fodnoter
1. ↑  Moore, Tony (2013). Policing Notting Hill: Fifty Years of Turbulence. Waterside Press. s. 108.